# Új-Zéland az 1960. évi téli olimpiai játékokon
Új-Zéland az egyesült államokbeli Squaw Valleyben megrendezett 1960. évi téli olimpiai játékok egyik részt vevő nemzete volt. Az országot az olimpián 1 sportágban 4 sportoló képviselte, akik érmet nem szereztek.

## Alpesisí
Férfi
| Versenyző   | Versenyszám      | 1. futam | 1. futam | 2. futam | 2. futam | Összesítés | Összesítés |
| Versenyző   | Versenyszám      | Idő      | Hely.    | Idő      | Hely.    | Idő        | Helyezés   |
| ----------- | ---------------- | -------- | -------- | -------- | -------- | ---------- | ---------- |
| Sam Chaffey | Lesiklás         |          |          |          |          | 2:29,3     | 48.        |
| Sam Chaffey | Műlesiklás       | kizárták | kizárták | kiesett  | kiesett  | kiesett    | kiesett    |
| Sam Chaffey | Óriás-műlesiklás |          |          |          |          | 2:32,3     | 58.        |
| Bill Hunt   | Lesiklás         |          |          |          |          | 2:32,0     | 54.        |
| Bill Hunt   | Műlesiklás       | kizárták | kizárták | kiesett  | kiesett  | kiesett    | kiesett    |
| Bill Hunt   | Óriás-műlesiklás |          |          |          |          | 2:23,3     | 51.*       |

Női
| Versenyző         | Versenyszám      | 1. futam | 1. futam | 2. futam | 2. futam | Összesítés | Összesítés |
| Versenyző         | Versenyszám      | Idő      | Hely.    | Idő      | Hely.    | Idő        | Helyezés   |
| ----------------- | ---------------- | -------- | -------- | -------- | -------- | ---------- | ---------- |
| Trish Prain       | Lesiklás         |          |          |          |          | 2:01,5     | 36.        |
| Trish Prain       | Műlesiklás       | 1:05,5   | 29.      | 1:12,9   | 32.      | 2:18,4     | 32.        |
| Trish Prain       | Óriás-műlesiklás |          |          |          |          | 1:52,4     | 34.        |
| Cecilia Womersley | Lesiklás         |          |          |          |          | 1:59,5     | 34.        |
| Cecilia Womersley | Műlesiklás       | 2:17,7   | 41.      | 1:25,4   | 35.      | 3:43,1     | 38.        |
| Cecilia Womersley | Óriás-műlesiklás |          |          |          |          | 1:47,7     | 27.        |

* - egy másik versenyzővel azonos eredményt ért el